# Nizkozemeljska orbita
Nizkozemeljska orbita – NZO (angleško low Earth orbit (LEO)) je orbita z višino med 160 kilometrov (čas orbite 88 minut) in 2000 kilometrov (čas orbite 127 minut). Z izjemo poletov na Luno, so bili vsi poleti s človeško posadko v NZO. Največjo višino v NZO s človeško posadko je dosegel Gemini 11 (1 374,1 kilometrov). 
Na objekte v NZO vpliva zračni upor plinov v termosferi (80-500 kilometrov) in eksosferi (nad 500 km). Večina orbit ima višino vsaj 300 km zaradi zračnega upora¸, ki je prisoten kljub veliki višini. Objekti pod 160 kilometri bi zelo hitro izgubili orbitalne parametre.
Potrebna hitrost za stabilno NZO orbito je približno 7,8 km/s (28 080 km/h), se pa zmanjša z povečanjem višine orbite. 
Ekvatorialna nizkozemeljska orbita ENZO (angleško equatorial low Earth orbits (ELEO)) je podkategorija NZO. Te orbite imajo majhno inklinacijo in najmanjšo Delta-V.
Orbite z veliko inklinacijo se imenujejo polarne orbite.